# معركة ساريقاميش
معركة ساريقاميش معركة نشبت بين الجيش الروسي القوقازي بقيادة نيكولاي يودنيتش والجيش الثالث العثماني بقيادة وزير الحربية أنور باشا في ساريقاميش في 22 ديسمبر إلى 17 يناير 1915 خلال الحرب العالمية الأولى، منيت القوات العثمانية بهزيمة شديدة وخسر الجيش الثالث ما يقارب من 86,000 قتيل (تحت أنور باشا الذي كان يقود 100,000) إلى 100,000 قتيل، وكانت القوات الروسية قد هاجمت الأراضي العثمانية في 2 نوفمبر 1914 بعد إعلان روسيا الحرب على الدولة العثمانية إلّا أن القوات الروسية أُجبرت على التراجع داخل الحدود الروسية مما شجّع الأتراك على مهاجمة ساريقاميش.

## معرض صور

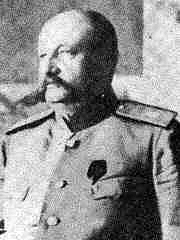
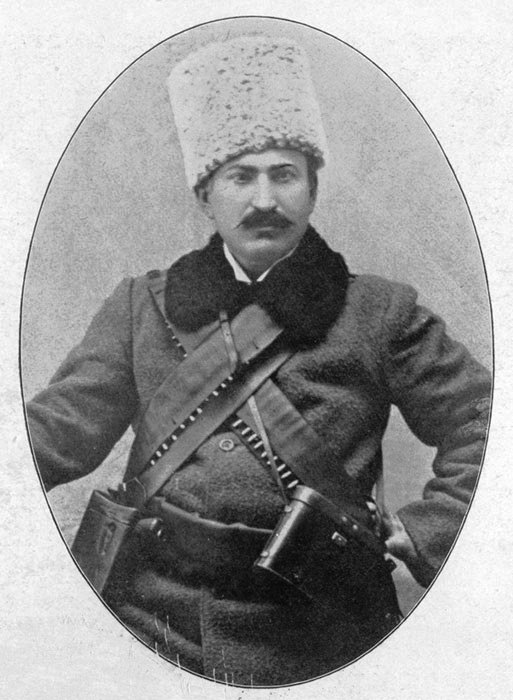
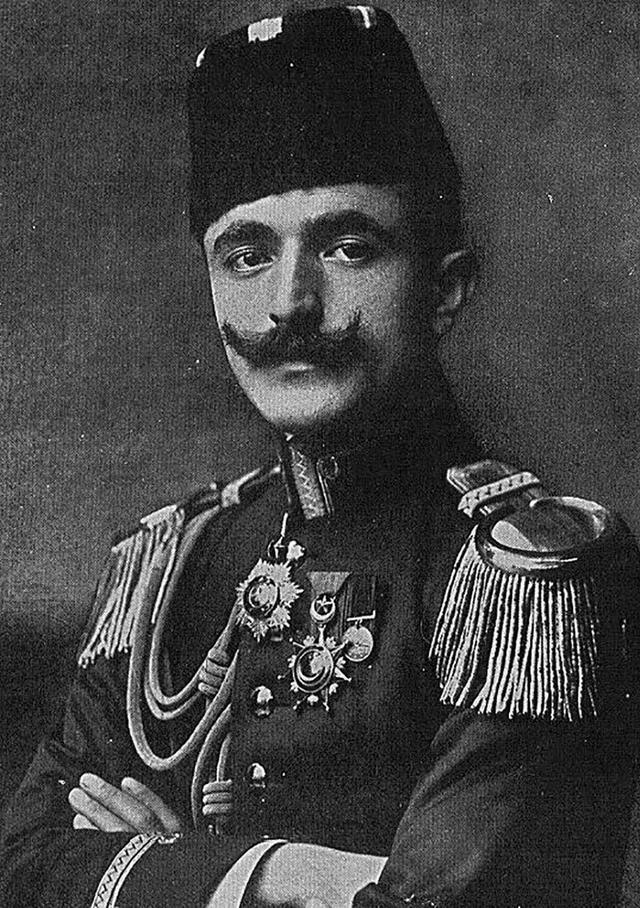
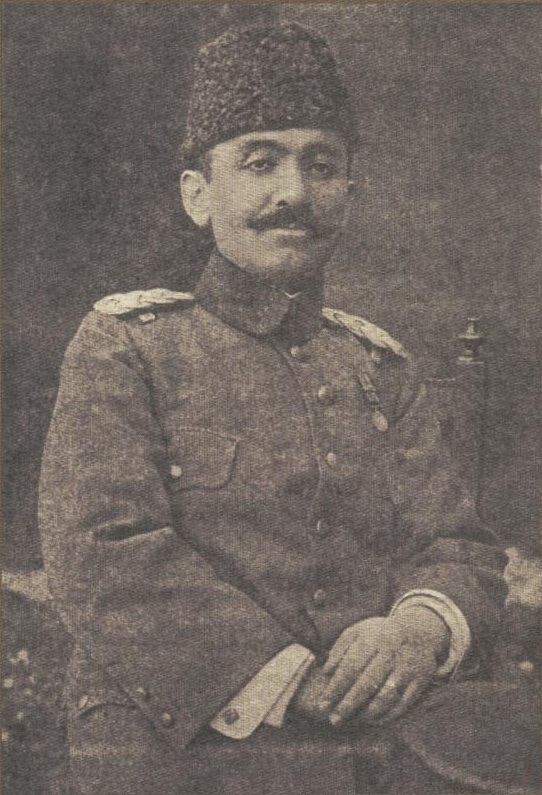
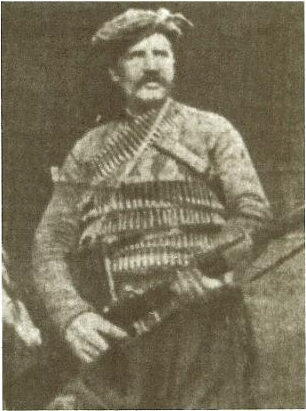